# Full Metal Dark
Full Metal Dark è il primo mixtape del gruppo musicale italiano trap Dark Polo Gang, pubblicato nel 2015.

## Tracce
1. Intro – 2:41
2. Side Baby & Pyrex – Piccoli brividi – 2:50
3. Tony Effe & Side Baby – Medusa in petto – 3:00
4. Pyrex – Lex Luthor – 1:34
5. Side Baby & Wayne Santana – Backflip – 3:14
6. Tony Effe, Pyrex & Side Baby – Roulette russa – 3:45
7. Tony Effe & Wayne Santana – Troppo – 2:24
8. Pyrex & Tony Effe – Nascere e morire a Rione – 3:54
9. Wayne Santana – Free Willy – 1:36
10. Wayne Santana & Pyrex – Aria ai polmoni – 1:44
11. Tony Effe – Robocop – 2:20
12. Wayne Santana & Pyrex – Hobby – 3:27
13. Side Baby – Alien (co. prod. Nino B.) – 1:15

## Formazione
Gruppo
- Wayne Santana – voce
- Side Baby – voce
- Tony Effe – voce
- Pyrex – voce

Produzione
- Sick Luke – produzione, missaggio, mastering
- Nino Brown – coproduzione (traccia 13)